# Argentina-Áustria em futebol
Argentina-Áustria em futebol refere-se ao confronto entre as seleções da Argentina e da Áustria no futebol.

## Histórico
Histórico do confronto entre Argentina e Áustria no futebol profissional, categoria masculino:
| Data               | Cidade        | Jogo                | Resultado | Competição                  |
| 21 de maio de 1980 | Viena Áustria | Áustria - Argentina | 1 - 5     | Partida amistosa (amigável) |
| 3 de maio de 1990  | Viena Áustria | Áustria - Argentina | 1 - 1     | Partida amistosa (amigável) |

## Estatísticas
- Atualizado até 16 de julho de 2014 [3]

| Equipe    | Jogos | Vitórias | Empates | Gols marcados |
| --------- | ----- | -------- | ------- | ------------- |
| Argentina | 2     | 1        | 1       | 6             |
| Áustria   | 2     | 0        | 1       | 2             |

### Números por competição
| Competição                  | Jogos | Vitórias da Argentina | Empates | Vitórias da Áustria | Gols da Argentina | Gols da Áustria |
| --------------------------- | ----- | --------------------- | ------- | ------------------- | ----------------- | --------------- |
| Partida amistosa (amigável) | 2     | 1                     | 1       | 0                   | 6                 | 2               |
| Total                       | 2     | 1                     | 1       | 0                   | 6                 | 2               |

### Artilheiros
- Atualizado até 16 de julho de 2014

| Gols   | Argentina                                             | Áustria                 |
| ------ | ----------------------------------------------------- | ----------------------- |
| 3 gols | Diego Maradona                                        | -                       |
| 1 gol  | Jorge Burruchaga, Leopoldo Luque, Santiago Santamaría | Kurt Jara, Manfred Zsak |
| Total  | 6                                                     | 2                       |